# フーダニット

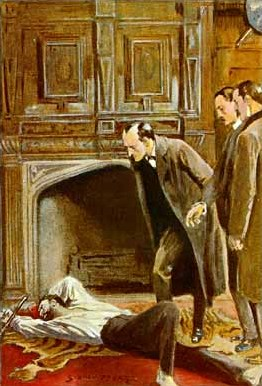
『僧坊荘園』では、シャーロック・ホームズが、何者かに殺害されたユースタス・ブラックンストール卿の殺人事件を捜査する。

フーダニット（「whodunit」、または「whodunnit」。「Who [has] done it?（誰がそれをやったか）」の口語的な省略形）は、誰が犯罪を犯したのかという謎に焦点を当てた、複雑な筋書きのある推理小説を指す。読者や視聴者には、「犯人の正体を推理するための手がかりが与えられ、物語のクライマックスでその正体が明らかになる」といった展開が描かれることが多い。捜査は通常、風変わりな素人またはセミプロの探偵によって行われる。このような物語の展開は、脅かされた社会の平穏に秩序を取り戻す喜劇の一形態と考えられている。

## コンセプト
フーダニットは、古典的な推理小説の典型に沿ったもので、犯罪を探偵役が投げかける質問の連鎖によって解決されるパズルとして提示するものである。しかし、フーダニットでは、読者も主人公と同じように犯罪捜査の過程で推理をする機会が与えられる。これにより、読者は犯罪捜査の専門家である捜査官と競争したり、裏をかいたりしようと努力するようになる。
「フーダニット」の物語の特徴は、いわゆる二重物語構造（double narrative）である。つまり、そういった物語形式では、2つの物語が同時進行で起きている。そして、ある物語が表のストーリーとして語られ、すべての状況が提示される一方で、別の物語は隠され徐々に全体像が明らかにされる展開となる。この特徴は、ロシアの文学用語である「シュジェートとファーブラ」に関連があるとされている。前者は、作者が読者に提示する物語、あるいは実際に起こった物語を時系列に並べたものであり、後者は、物語の根底にある実体や素材に焦点を当てたものである。
二重物語は構造としては深い構造となっているが、特に時間と物語自体を分けて考えることの2つに関しては特殊である。2つの物語が共存しており、第1の物語では犯罪そのものやその原因、解決のための捜査に焦点が当てられ、第2の物語では犯罪の再構築がテーマとなっている。ここでは、ディエゲシス、つまり登場人物の調査レベル程度での生き様や背景などがファントムナレーションを生み出し、物や身体、言葉が探偵と読者の双方にとって解釈と結論を導くためのサインとなる。例えば、推理小説では、謎を解くためには、犯人が起こした事件を再現する必要がある。しかし、この過程では、原因や動機、犯罪とその結果についての知見を得るために、探偵は精査に耐えうる仮説を立てることも必要となる。こういった探偵役による説明パートは、犯罪に関連する第1の物語のほかに、第2の物語を構成する。
フーダニットとスリラーを区別する主な要素として、二重物語が挙げられる。フーダニットは、犯罪と捜査の両方の時間軸を再構築しながら物語が進むが、スリラーは1つのストーリーの中で行動と一致させながら物語が進む。ツヴェタン・トドロフによれば、時間的論理の観点から、フーダニットの物語は、未来の出来事ではなく、すでに知られていて、ただ待っているだけの出来事に関連して物語が展開されるため、一般にフィクションのパラダイムと考えられている。ただし、そのような確実性は犯罪に関わるものであり、読者が未知の未来の一部として予想しなければならない犯人の正体に関わるものではない。

## 歴史
Merriam-Webster Dictionaryによると、「WhoDunIt」という用語は、1930年にNews Of Booksのレビュー担当者であるDonald Gordonが、ミルワード・ケネディの書いた推理小説『Half Mast Murder』に対するレビューの中で作ったものだと言われている。また、ジャーナリストのウルフ・カウフマンは、彼がバラエティ誌で働いていた1935年頃に「フーダニット」という言葉を作り出したと主張している。しかし、同誌の編集者であるエイベル・グリーンは、それは彼の前任者であるサイム・シルバーマンが作ったとしている。バラエティ誌に「フーダニット」という言葉が最初に登場したのは、1934年8月28日版で、「U's Whodunit: Universal is shooting 'Recipe for Murder,' Arnold Ridley's play」という見出しで紹介されている。映画のタイトルは最終的に『Blind Justice』となった。
「フーダニット」は、第一次世界大戦と第二次世界大戦の間の、いわゆる探偵小説の「黄金時代」に栄え、犯罪小説の主流となった。アガサ・クリスティ、ニコラス・ブレイク、G・K・チェスタトン、クリスチアナ・ブランド、エドマンド・クリスピン、マイケル・イネス、ドロシー・L・セイヤーズ、グラディス・ミッチェル、ジョセフィン・テイなど、この時代に活躍した有名な「フーダニット」ミステリ作家の多くはイギリス人である。また、S・S・ヴァン・ダイン、ジョン・ディクスン・カー、エラリー・クイーンのように、アメリカ人でありながら「イギリス」のスタイルを真似た作家もいる。一方で、レックス・スタウト、クレイトン・ロースン、アール・デア・ビガーズなどは、より「アメリカ的」なスタイルを試みた。黄金時代において、このジャンルでは女性作家が多く活躍した。クリスティ、ブランド、セイヤーズ、ミッチェル、テイに加えて、マージェリー・アリンガム、ナイオ・マーシュなどが代表的な作家として挙げられる。
時が経つにつれ、ある種の慣例や決まりごとが生まれ、プロットの詳細や殺人者の正体に対する読者の驚きが制限されるようになった。読者を欺くことに成功した後で、意外な容疑者を真の悪者として明らかにすることに長けた作家もいた。彼らは特定のキャラクターや設定を好むことが多く、中でも人里離れたカントリー・ハウスはその最たるものであった。
イギリスの殺人ミステリーにおけるありきたりさに反発したのが、レイモンド・チャンドラー、ダシール・ハメット、ミッキー・スピレインなどに代表されるアメリカの「ハードボイルド」犯罪小説であった。舞台はより荒々しく、暴力はより多く、文体はより口語的だが、プロットは多くの場合、「居心地の良い」イギリスのミステリーとほぼ同じ方法で構成されたフーダニットであった。

## ゲーム
1935年に発売されたパーラーゲーム「ジュリーボックス」は、プレイヤーが陪審員に扮し、殺人事件のシナリオ、検察官と被告人が提出する証拠、現場の写真2枚、投票用紙を渡される。プレイヤーは、実際の解答が読み上げられる前に、誰が有罪かを判断することを求められる。
1948年に発売されたボードゲーム「クルード」（北米では「Clue」として発売）は、初の殺人ミステリーボードゲームで、屋敷の訪問者となったプレイヤーが、隠されたカードに記録されている殺人者を特定することを目的とするゲームである。
マーダーミステリーゲームとは、プライベートパーティーに参加したゲストが、一晩の間、容疑者や探偵、殺人犯の役を演じるという、実写での「フーダニット」体験の一形態である。マーダーミステリーディナーショーは数多く存在し、プロの劇団員や地域の劇団員がその役を演じ、通常は食事とともに観客に向かって殺人ミステリーが披露される。通常、最後のコースの前か直後に、観客は謎解きに協力する機会が与えられる。

## 「ハウダニット」
「フーダニット」の重要なバリエーションとして、倒叙ミステリもの（「Howcatchem」または「Howdunnit」とも呼ばれる）がある。このミステリ形式では、犯人や犯人が実行する犯罪行為が読者や観客に公然と明らかにされ、捜査官が真実を突き止めようとする過程や犯人がそれを阻止しようとする姿が描かれる。テレビドラマ『刑事コロンボ』シリーズは、この種の探偵物語の代表例である（『LAW & ORDER:犯罪心理捜査班』や『サンフランシスコ捜査線』、『古畑任三郎』もこのジャンルに属する）。この伝統は、R・オースティン・フリーマンの倒叙ミステリ小説にまでさかのぼり、フランシス・アイレス（アントニイ・バークリーのペンネーム）が書いた『Malice Aforethought』で、ある種の神格化がなされた。同じ系統の作品に、ヒッチコックの映画『断崖』の原作になったアイレスの『レディに捧げる殺人物語』（1932年）がある。心理サスペンス小説の後継者としては、パトリシア・ハイスミスの『This Sweet Sickness』（1960年）、サイモン・ブレットの『A Shock to the System』（1984年、映画『ショック・トゥ・ザ・システム 殺意のシステム』の原作）、スティーヴン・ドビンズの『The Church of Dead Girls』（1997年）などがある。

### パロディーとスプーフ
犯罪小説の分野では、標準的なユーモアに加えて、パロディ、スプーフ、パスティーシュが長い伝統を持っている。パスティーシュの例としては、ジョン・ディクスン・カーが書いたシャーロック・ホームズの物語や、E・B・グリーンウッドなどが書いた数多くの類似作品が挙げられる。パロディについては、コナン・ドイルが最初の物語を発表した直後に、最初のシャーロック・ホームズのスプーフが登場している。同様に、アガサ・クリスティのパロディも数え切れないほどある。これは、オリジナルの最も顕著な特徴を誇張してあざ笑うことで、特にオリジナルに精通している読者を楽しませることを目的としている。
また、従来の構造を意図的に反転させた「反転」ミステリーもある。最も古い例としては、E・C・ベントリー（1875 - 1956）の『トレント最後の事件』（1914年）がある。優秀なアマチュア探偵であるトレントは、グズビー・マンダースンが殺害された事件を調査する。彼は多くの重要な手がかりを見つけ、いくつかの誤った手がかりを暴き、容疑者に対する揺るぎない証拠をまとめ上げる。そして、その容疑者が殺人者であるはずがなく、ほぼすべての真実を見つけたにもかかわらず、彼が導いた結論が間違っていることに気付く。そして小説の最後に、別の登場人物がトレントに、もう一人の容疑者が無実であることをずっと知っていた、なぜなら「私がマンダースンを撃ったから」と伝える。以下に示すのは、トレントの犯人に対する最後の言葉である。
'[...] I'm cured. I will never touch a crime-mystery again. The Manderson affair shall be Philip Trent's last case. His high-blown pride at length breaks under him.' Trent's smile suddenly returned. 'I could have borne everything but that last revelation of the impotence of human reason. [...] I have absolutely nothing left to say, except this: you have beaten me. I drink your health in a spirit of self-abasement. And you shall pay for the dinner.'
「［...］私は治った。もう二度と犯罪ミステリには手を出さない。マンダースン事件が フィリップ・トレントの最後の事件となるだろう。彼の高慢なプライドがついに崩れ去ったのだ」。トレントに笑顔が戻った。 「人間の理性が無力であることが最後に明らかになったが、それ以外はすべて耐えることができた。[...] これ以外、何も言うことはありません。私は自責の念に駆られながら、あなたの健康を飲みます。そして、夕食の代金はあなたが払うことになる」。
本格ミステリーとそのパロディとの境界が曖昧であることを示すもう一つの例が、米国のミステリー作家ローレンス・ブロックの小説『泥棒は図書館で推理するThe Burglar in the Library』（1997年）である。タイトルロールの泥棒はバーニイ・ローデンバーで、彼はチャンドラーの『大いなる眠り』のサイン入りの貴重な初版本を盗むために、その初版本が半世紀以上前から本棚の一角に置かれている英国風のカントリー・ハウスで週末を過ごせるように予約を入れた。しかし、彼が到着した直後、その図書館に死体が忽然と現れたため、部屋は封鎖され、ローデンバーは再び図書館に入って貴重な初版本を探し始める前に、犯人の正体を探らなければならなくなる。
『名探偵登場』は、脚本家のニール・サイモンが、「フーダニット」探偵小説における有名な探偵たちとその相棒を集結させたパロディ作品である。1976年の映画では、『マルタの鷹』のサム・スペードがサム・ダイアモンドに、エルキュール・ポアロがミロ・ペリエになるなど、様々なパロディ設定がなされている。登場人物は全員、大きなカントリー・ハウスに集められ、謎を解くためのヒントを与えられる。
トム・ストッパードの戯曲『ほんとうのハウンド警部』は、犯罪小説を揶揄したもので、不器用な探偵が登場する。

### 殺人捜査
また、「フーダニット」という言葉は、殺人事件を捜査する捜査官の間で犯人の正体がすぐにはわからないような事件を指す言葉として使われている場合もある。ほとんどの殺人は被害者の知り合いや関係者によって行われるため、「フーダニット」な殺人事件では通常、解決がより困難な状況に陥りやすい。

## 参照
- クライム・フィクション（英語版）
- 概要のための探偵小説
- 歴史ミステリー（英語版）
- 倒叙ミステリー
- 犯罪作家のリスト
- マーダーミステリー
- ミステリーフィクション
- ミステリ映画